# Listă de fosile umane

## Fosilemai vechi de 4 milioane de ani
|  | Denumire     | Vechime (milioane de ani) | Specie                       | Anul descoperirii | Locul descoperirii | Descoperită de                   |
|  | ------------ | ------------------------- | ---------------------------- | ----------------- | ------------------ | -------------------------------- |
|  | DPC 2803     | >31                       | Aegyptopithecus zeuxis       |                   | Egipt              | Elwyn Simons                     |
|  | KNM RU 7290  | 18                        | Proconsul africanus          | 1948              | Kenya              | Mary Leakey                      |
|  | KNM WK 16999 | 16-18                     | Afropithecus turkanensis     | 1986              | Kenya              | Richard Leakey                   |
|  | KNM WK 16950 | 16-18                     | Turkanapithecus kalakolensis | 1986              | Kenya              | Richard Leakey                   |
|  | IGF 11778    | 8                         | Oreopithecus bambolii        | 1872              | Italia             | Gervais                          |
|  | IVPP PA644   | 8                         | Lufengpithecus lufengensis   | 1978              | China              |                                  |
|  | GSP 15000    | 8                         | Sivapithecus indicus         | 1979              | Pakistan           | D. Pilbeam și S. M. Ibrahim Shah |

## Fosile vechi de 3 - 4 milioane de ani
|  | Denumire        | Vechime (milioane de ani) | Specie                         | Anul descoperirii | Locul descoperirii | Descoperită de              |
|  | --------------- | ------------------------- | ------------------------------ | ----------------- | ------------------ | --------------------------- |
|  | Laetoli         | 3,7                       | hominid biped                  | 1976              | Tanzania           | Mary Leakey                 |
|  | KNM WT 40000    | 3,5                       | Kenyanthropus platyops         | 1999              | Kenya              | Justus Erus                 |
|  | LH 4            | 3,6 - 3,8                 | Australopithecus afarensis     | 1974              | Tanzania           | Mary Leakey                 |
|  | Stw 573         | 3,3                       | Australopithecus ?             | 1994              | Africa de Sud      | Ronald J. Clarke            |
|  | AL 200-1        | 3 - 3,2                   | Australopithecus afarensis     | 1975              | Etiopia            | Donald Johanson             |
|  | AL 129-1        | 3 - 3,2                   | Australopithecus afarensis     | 1976              | Etiopia            | Donald Johanson             |
|  | K 12 (Abel)     |                           | Australopithecus bahrelghazali | 1995              | Ciad               | Michel Brunet (paleontolog) |
|  | DIK-1 (Selam)   | 3,3                       | Australopithecus afarensis     | 2000              | Etiopia            | Zeresenay Alemseged         |
|  | AL 288-1 (Lucy) | 3,2                       | Australopithecus afarensis     | 24 noiembrie 1974 | Etiopia            | Donald Johanson             |
|  | AL 444-2        | 3                         | Australopithecus afarensis     | 1991              | Etiopia            | Bill Kimbel                 |

## 2 milioane - 3 milioane de ani vechime
|                        | Denumire                     | Vechime (milioane de ani) | Specie                     | Anul descoperirii | Locul descoperirii | Descoperită de  |
| ---------------------- | ---------------------------- | ------------------------- | -------------------------- | ----------------- | ------------------ | --------------- |
|                        | STS 5 (Dna. Ples)            | 2,6 - 2,8                 | Australopithecus africanus | 1947              | Africa de Sud      | Robert Broom    |
|                        | STS 14                       | 2,6-2,8                   | Australopithecus africanus | 1947              | Africa de Sud      | Robert Broom    |
|                        | STS 52                       |                           |                            |                   |                    |                 |
| Imagine la Smithsonian | STS 71                       | 2,5                       | Australopithecus africanus | 1947              | Africa de Sud      | Robert Broom    |
|                        | Taung 1 (Copilul Taung)      | 2,5                       | Australopithecus africanus | 1924              | Africa de Sud      | Raymond Dart    |
|                        | KNM WT 17000 (Craniul negru) | 2,5                       | Paranthropus aethiopicus   | 1985              | Kenya              | Alan Walker     |
|                        | TM 1517                      | 2                         | Paranthropus robustus      | 1938              | Africa de Sud      | Gert Terblanche |

## 1 milion - 2 milioane de ani vechime
|                                                                      | Denumire                              | Vechime (milioane de ani) | Specie                         | Anul descoperirii | Locul descoperirii | Descoperită de  |
| -------------------------------------------------------------------- | ------------------------------------- | ------------------------- | ------------------------------ | ----------------- | ------------------ | --------------- |
|                                                                      | KNM ER 1813                           | 1,9                       | Homo habilis                   | 1973              | Kenya              | Kamoya Kimeu    |
|                                                                      | KNM ER 1470                           | 1,9                       | Homo rudolfensis               | 1972              | Kenya              | Richard Leakey  |
|                                                                      | SK 48                                 | 1,8                       | Paranthropus robustus          | 1948              | Africa de Sud      | Robert Broom    |
| Imagine la Smithsonian Arhivat în 4 martie 2016, la Wayback Machine. | OH 24 (Twiggy)                        | 1,8                       | Homo habilis                   | 1968              | Tanzania           | Peter Nzube     |
|                                                                      | OH 8                                  | 1,8                       | Homo habilis                   | 1960              | Tanzania           |                 |
|                                                                      | OH 5 (Zinj sau „spărgătorul de nuci”) | 1,8                       | Paranthropus boisei            | 1959              | Tanzania           | Mary Leakey     |
|                                                                      | D 2700                                | 1,8                       | Homo georgicus                 | 2001              | Georgia            |                 |
|                                                                      | OH 7                                  | 1,75                      | Homo habilis                   | 1960              | Tanzania           | Jonathan Leakey |
|                                                                      | KNM ER 3733                           | 1,75                      | Homo ergaster                  | 1975              | Kenya              | Bernard Ngeneo  |
|                                                                      | KNM ER 1805                           | 1,74                      | Homo habilis                   |                   |                    |                 |
|                                                                      | StW 53                                | 1,5 - 2                   | Homo habilis                   | 1976              | Africa de Sud      | A. R. Hughes    |
|                                                                      | SK 847                                | 1,5 - 2                   | Homo habilis                   | 1949              | Africa de Sud      |                 |
|                                                                      | DNH 7 (Euridice)                      | 1,5 - 2                   | Paranthropus robustus          | 1994              | Africa de Sud      | André Keyser    |
|                                                                      | SK 46                                 | 1,5-2                     | Paranthropus robustus          | 1949              | Africa de Sud      | Robert Broom    |
|                                                                      | OH 13                                 | 1,7                       | Homo habilis                   | 1963              | Tanzania           | N. Mbuika       |
|                                                                      | KNM ER 406                            | 1,7                       | Paranthropus boisei            | 1969              | Kenya              | Richard Leakey  |
|                                                                      | KNM ER 732                            | 1,7                       | Paranthropus boisei            | 1970              | Kenya              | Richard Leakey  |
|                                                                      | KNM ER 23000                          |                           |                                |                   |                    |                 |
|                                                                      | KNM WT 17400                          | 1,7                       | Paranthropus boisei            |                   | Kenya              |                 |
|                                                                      | KNM WT 15000                          | 1,6                       | Homo erectus sau Homo ergaster | 1984              | Kenya              | Kamoya Kimeu    |
|                                                                      | KNM ER 3883                           | 1,4 - 1,6                 | Homo erectus                   |                   | Kenya              | Richard Leakey  |
|                                                                      | Mandibula Peninj                      | 1,5                       | Paranthropus boisei            | 1964              | Tanzania           | Richard Leakey  |
|                                                                      | OH 9                                  | 1,5                       | Homo erectus                   | 1960              | Tanzania           | Louis Leakey    |
|                                                                      | KNM ER 992                            | 1,5                       | Homo ergaster                  | 1971              | Kenya              | Richard Leakey  |
|                                                                      | KGA 10-525                            | 1,4                       | Paranthropus boisei            | 1993              | Etiopia            | A. Amzaye       |

## 100,000 - 1 milion de ani vechime
|  | Denumire                                  | Vechime (ani)     | Specie                                               | Anul descoperirii | Locul descoperirii | Descoperită de                          |
|  | ----------------------------------------- | ----------------- | ---------------------------------------------------- | ----------------- | ------------------ | --------------------------------------- |
|  | Sangiran 4                                |                   |                                                      |                   |                    |                                         |
|  | Sangiran 2                                | 0,7-1,6 milioane  | Homo erectus                                         | 1937              | Indonezia          | GHR von Koenigswald                     |
|  | Trinil 2 (Pithecanthropus 1 sau Java Man) | 0,7 - 1 milioane  | Homo erectus                                         | 1891              | Indonezia          | Eugene Dubois                           |
|  | Ternifine 2                               |                   |                                                      |                   |                    |                                         |
|  | Sangiran 17                               |                   |                                                      |                   |                    |                                         |
|  | Hexian                                    |                   |                                                      |                   |                    |                                         |
|  | Zhoukoudian                               |                   |                                                      |                   |                    |                                         |
|  | Bodo                                      | 600.000           | Homo heidelbergensis or Homo erectus                 | 1976              | Etiopia            | A. Asfaw                                |
|  | Mauer 1 (Omul din Heidelberg)             | 500.000           | Homo heidelbergensis                                 | 1907              | Germania           |                                         |
|  | Ndutu                                     |                   |                                                      |                   |                    |                                         |
|  | Sale                                      |                   |                                                      |                   |                    |                                         |
|  | Arago 21 (Omul Tautavel)                  | 400.000           | Homo sapiens or Homo heidelbergensis or Homo erectus | 1971              | Franța             | Henry de Lumley                         |
|  | Craniul din Steinheim                     | 350.000           | Homo sapiens sau Homo heidelbergensis                | 1933              | Germania           |                                         |
|  | Petralona 1                               | 250.000 - 500.000 | Homo sapiens sau Homo erectus                        | 1960              | Grecia             |                                         |
|  | Omul din Swanscombe                       | 250.000           | Homo sapiens                                         | 1935              | Anglia             | Alvan T Marston                         |
|  | Ngandong 7                                | 250.000           | Homo sapiens                                         | 1931              | Indonezia          | C. ter Haar și G. H. R. von Koenigswald |
|  | Broken Hill 1                             | 125.000 - 300.000 | Homo rhodesiensis sau Homo heidelbergensis           | 1921              | Zambia             | Tom Zwiglaar                            |
|  | Dali (fosilă)                             | 209.000           | Homo sapiens                                         | 1978              | China              | Shuntang Liu                            |
|  | LH 18                                     |                   |                                                      |                   |                    |                                         |

## 50,000 - 100,000 de ani vechime
|  | Denumire                  | Vechime (ani)   | Specie                | Anul descoperirii | Locul descoperirii | Descoperită de              |
|  | ------------------------- | --------------- | --------------------- | ----------------- | ------------------ | --------------------------- |
|  | Skhul V                   | 90.000          | Homo sapiens          | 1932              | Israel             | T. McCown și H. Moivus, Jr. |
|  | La Ferrassie 1            | 70.000          | Homo neanderthalensis | 1909              | Franța             | R. Capitan                  |
|  | Krapina 3                 |                 |                       |                   |                    |                             |
|  | La Quina 5                |                 |                       |                   |                    |                             |
|  | La Quina 18               |                 |                       |                   |                    |                             |
|  | Mt. Circeo 1              |                 |                       |                   |                    |                             |
|  | Saccopastore 1            |                 |                       |                   |                    |                             |
|  | Tabun C1                  |                 |                       |                   |                    |                             |
|  | Gibraltar 1               |                 |                       |                   |                    |                             |
|  | Omo 2                     |                 |                       |                   |                    |                             |
|  | Jebel Irhoud 1            |                 |                       |                   |                    |                             |
|  | Shanidar 1                | 60.000 - 80.000 | Homo neanderthalensis | 1961              | Irak               | Ralph Solecki               |
|  | Amud 1                    |                 |                       |                   |                    |                             |
|  | La Chappelle-aux-Saints 1 | 60.000          | Homo neanderthalensis | 1908              | Franța             | A. și J. Bouyssonie         |

## Mai putin de 50,000 de ani vechime
|  | Denumire         | Vechime (ani)   | Specie                                              | Anul descoperirii | Locul descoperirii         | Descoperită de                     |
|  | ---------------- | --------------- | --------------------------------------------------- | ----------------- | -------------------------- | ---------------------------------- |
|  | Le Moustier      | 45.000          | Homo neanderthalensis                               | 1909              | Franța                     |                                    |
|  | Neanderthal 1    | 40.000          | Homo neanderthalensis                               | 1856              | Germania                   | Johann Carl Fuhlrott               |
|  | Jebel Qafzeh 6   |                 |                                                     |                   |                            |                                    |
|  | NG 6             | 27.000 - 53.000 | Homo erectus                                        | 1931              | Indonezia                  | C. ter Haar și GHR von Koenigswald |
|  | Cro-Magnon 1     | 30.000          | Homo sapiens                                        | 1868              | Franța                     | Louis Lartet                       |
|  | Combe Capelle    |                 |                                                     |                   |                            |                                    |
|  | Predmost 3       |                 |                                                     |                   |                            |                                    |
|  | Afalou 13        |                 |                                                     |                   |                            |                                    |
|  | Wadi Kubbaniya   |                 |                                                     |                   |                            |                                    |
|  | Wadi Halfa 25    |                 |                                                     |                   |                            |                                    |
|  | LB 1 (Hobbit)    | 18.000          | Homo floresiensis sau Homo erectus sau Homo sapiens | 2003              | Indonezia                  |                                    |
|  | Minatogawa 1     | 16.000 - 18.000 | Homo sapiens                                        | 1970              | Japonia                    |                                    |
|  | Tandou           |                 |                                                     |                   |                            |                                    |
|  | Kow Swamp 1      | 9.000 - 13.000  | Homo sapiens                                        | 1968              | Statele Unite ale Americii | A.G. Thorne                        |
|  | SDM 16704        |                 |                                                     |                   |                            |                                    |
|  | Wadjak 1         | 10.000 - 12.000 | Homo sapiens                                        | 1888              | Indonezia                  | Eugene Dubois                      |
|  | Tepexpan         | 11.000          | Homo sapiens                                        | 1947              | Mexic                      | H. de Terra                        |
|  | Cerro Sota 2     | 11.000          | Homo sapiens                                        | 1936              | Chile                      | Junius Bird                        |
|  | Lo 4b            |                 |                                                     |                   |                            |                                    |
|  | Kerma 27         |                 |                                                     |                   |                            |                                    |
|  | Five Knolls 18   |                 |                                                     |                   |                            |                                    |
|  | Omul de Humboldt | <1500           | Homo sapiens                                        |                   | Statele Unite ale Americii |                                    |
|  | SCDG K102        | 300 - 400       | Homo sapiens                                        | 1982              | Statele Unite ale Americii | C.S. Larsen                        |

### Abrevieri folosite in numele de catalog ale fosilelor
- AL - Afar Locality (locatia Afar), Etiopia
- ARA-VP - Aramis Vertebrate Paleontology, Etiopia
- BOU-VP - Bouri Vertebrate Paleontology, Etiopia
- ER - East (Lake) Rudolf, Kenya
- KGA - Konso-Gardula, Etiopia
- KNM - Kenya National Museum (Muzeul National din Kenya)
- KP - Kanapoi, Kenya
- OH - Olduvai Hominid, Tanzania
- SK - Swartkrans, Africa de Sud
- Sts,Stw - Sterkfontein, Africa de Sud
- TM - Transvaal Museum (Muzeul Transvaal), Africa de Sud
- TM - Toros-Menalla, Ciad
- WT - West (Lake) Turkana, Kenya